# Alfred Hörtnagl
Alfred Hörtnagl est un footballeur autrichien né le 24 septembre 1966 à Matrei am Brenner, qui évoluait au poste de milieu de terrain au FC Swarovski Tirol et en équipe d'Autriche.
Hörtnagl a marqué un but lors de ses vingt-sept sélections avec l'équipe d'Autriche entre 1989 et 2001.

## Carrière
- 1985-1986 : FC Wacker Innsbruck
- 1986-1992 : FC Swarovski Tirol
- 1992-1993 : Wacker Innsbruck
- 1993-1994 : Rapid Vienne
- 1991-1992 : Austria Salzbourg
- 1994-1996 : SK Sturm Graz
- 1996-1997 : AO Kavala
- 1997 : APOEL Nicosie
- 1998-2002 : FC Tirol Innsbruck
- 2002-2005 : Wacker Innsbruck

## Palmarès

### En équipe nationale
- 27 sélections et 1 but avec l'équipe d'Autriche entre 1989 et 2001.

### Avec le FC Swarovski Tirol
- Champion d'Autriche en 1989 et 1990.
- Vainqueur de la Coupe d'Autriche en 1989.

### Avec le Wacker Innsbruck
- Vainqueur de la Coupe d'Autriche en 1993.

### Avec Sturm Graz
- Vainqueur de la Coupe d'Autriche en 1996.

### Avec le FC Tirol Innsbruck
- Champion d'Autriche en 2000, 2001 et 2002.